# Paradecta
Paradecta Bryant, 1950 è un genere di ragni appartenente alla Famiglia Salticidae.

## Distribuzione
Le quattro specie oggi note di questo genere sono endemiche dell'isola di Giamaica.

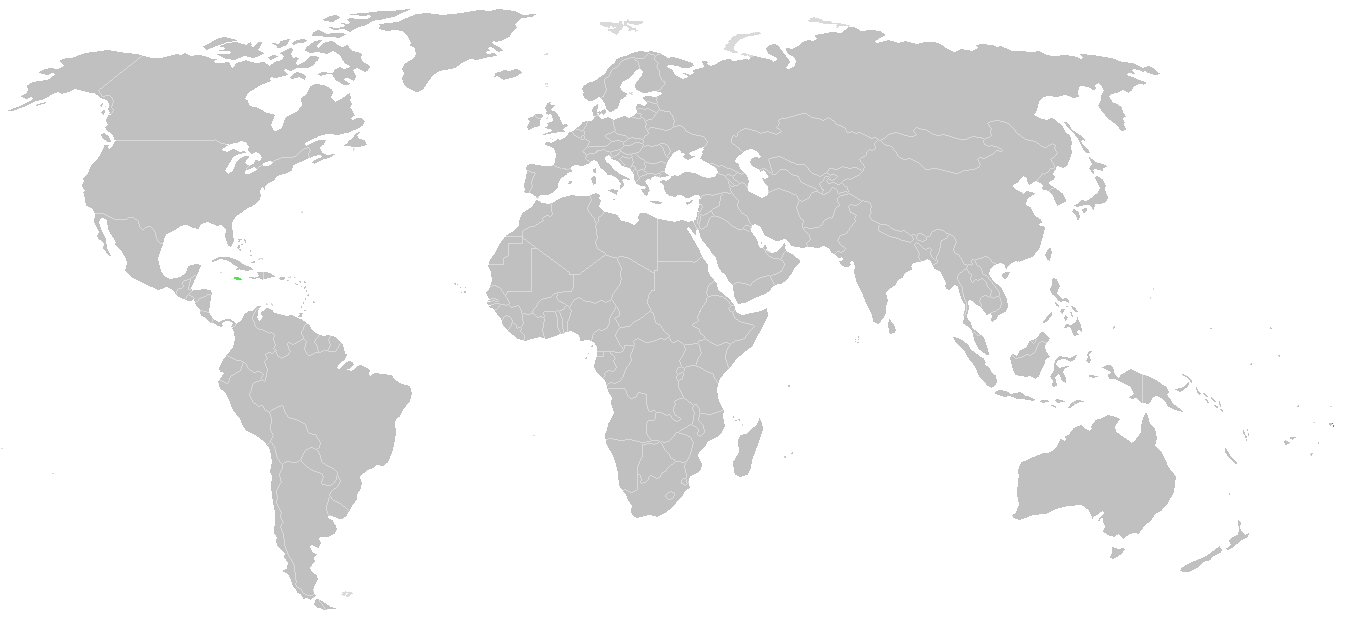
Distribuzione del genere Paradecta

## Tassonomia
A dicembre 2010, si compone di quattro specie:
- Paradecta darlingtoni Bryant, 1950 — Giamaica
- Paradecta festiva Bryant, 1950[2] — Giamaica
- Paradecta gratiosa Bryant, 1950 — Giamaica
- Paradecta valida Bryant, 1950 — Giamaica